# 남아랍 문자
고대 남아랍 문자(영어: Ancient South Arabian script. 구 남아랍어: 𐩣𐩯𐩬𐩵 ms3nd; 현대 아랍어: الْمُسْنَد musnad) 또는 남아랍 문자는 현재 예멘 지역에서 한때 사용되었던 셈어의 남부셈어를 표기하기 위해 사용되었던 문자이다.

## 개요
자형·발음 등으로 보아 우가리트 문자와 원시 가나안 문자·페니키아 문자 등의 다른 오래된 셈족 문자와 관련이 있는 것은 틀림없지만, 어떤 과정을 거쳐 성립했는지는 알려져 있지 않다. 이 남아랍 문자에서 그으즈 문자가 파생되었다.

## 글자
| 자형 | 음역    | 음가         |
| ---- | ------- | ------------ |
|      | ʾ       | ʔ            |
|      | b       | b            |
| ,    | g, ġ    | ɡ/, /ɣ       |
| ,    | d, ḏ, ḍ | d/, /ð/, /ɬˤ |
|      | h       | h            |
|      | w       | w            |
| ,    | z, ẓ    | z/, /θˤ      |
|      | ḥ       | ħ            |
|      | ṭ       | tˤ           |
|      | y       | j            |
| ,    | k, ḫ    | k/, /x       |
|      | l       | l            |
|      | m       | m            |
|      | n       | n            |
| ,    | s, ś    | s/, /s̪       |
|      | ʿ       | ʕ            |
|      | f       | f            |
|      | ṣ       | sˤ           |
|      | q       | q            |
|      | r       | r            |
|      | š       | ɬ            |
| ,    | t, ṯ    | t/, /θ       |

## 같이 보기
- 사바 왕국
- 그으즈 문자